# آرثر أيميه برونو
آرثر أيميه برونو هو محامي وسياسي كندي، ولد في 4 مارس 1864 في سان جان سور ريشليو في كندا، وتوفي في 1 ديسمبر 1940. نشط حزبياً في الحزب الليبرالي الكندي. وقد انتخب عضو مجلس العموم الكندي.